# Сан Леонардо
Сан Леона̀рдо (на италиански: San Leonardo; на словенски: Svet Lienart, Свет Лиенарт) е село и община в Северна Италия, провинция Удине, автономен регион Фриули-Венеция Джулия. Разположено е на 168 m надморска височина. Населението на общината е 1169 души (към 2010 г.).
В общинската територия словенският език има официален статус.